# Wellington—Halton Hills-Nord
Pour les articles homonymes, voir Wellington (homonymie) et Halton.
Circonscription électorale fédérale du Canada
Wellington—Halton Hills est une circonscription électorale fédérale et provinciale en Ontario (Canada).
La circonscription comprend les entités municipales de Guelph, Halton Hills, Centre Wellington, Guelph/Eramosa, Erin et Puslinch.
Les circonscriptions limitrophes sont Ancaster—Dundas—Flamborough—Westdale, Brampton-Ouest, Cambridge, Dufferin—Caledon, Guelph, Halton, Kitchener—Conestoga,  Mississauga—Streetsville et Perth—Wellington.  

## Résultats électoraux
|       | Candidat             | Parti             | # de voix | % des voix |
|       | (x) Michael Chong    | Conservateur      | +32 482,  | 50,9 %     |
|       | Don Trant            | Libéral           | +23 279,  | 36,48 %    |
|       | Anne Gajerski-Cauley | NPD               | +05 321,  | 8,34 %     |
|       | Brent Bouteiller     | Vert              | +02 547,  | 3,99 %     |
|       | Harvey Edward Anstey | Action canadienne | +00183,   | 0,29 %     |
| Total | Total                | Total             | 63 812    | 100 %      |

|       | Candidat            | Parti        | # de voix | % des voix |
|       | (x) Michael Chong   | Conservateur | +35 132,  | 63,7 %     |
|       | Barry Peters        | Libéral      | +09 034,  | 16,38 %    |
|       | Anastasia Zavarella | NPD          | +07 146,  | 12,96 %    |
|       | Brent Bouteiller    | Vert         | +03 527,  | 6,39 %     |
|       | Jeffrey Streutker   | Héritage     | +00316,   | 0,57 %     |
| Total | Total               | Total        | 55 155    | 100 %      |

|       | Candidat          | Parti        | # de voix | % des voix |
|       | (x) Michael Chong | Conservateur | +29 191,  | 57,62 %    |
|       | Bruce Bowser      | Libéral      | +11 312,  | 22,33 %    |
|       | Noel Duignan      | NPD          | +04 747,  | 9,37 %     |
|       | Brent Bouteiller  | Vert         | +04 997,  | 9,86 %     |
|       | Jeffrey Streutker | Héritage     | +00414,   | 0,82 %     |
| Total | Total             | Total        | 50 661    | 100 %      |

## Historique
La circonscription de Wellington—Halton Hills a été créée en 2003 avec des parties de Dufferin—Peel—Wellington—Grey, Guelph—Wellington, Halton et de Waterloo—Wellington.
À la suite du découpage de la carte électorale de 2022, la circonscription sera renommée Wellington–Halton Hills-Nord. Elle perd la partie sud d'Halton Hills.
| Législature                  | Années       | Député | Député        | Parti        |
| ---------------------------- | ------------ | ------ | ------------- | ------------ |
| Wellington—Halton Hills      |              |        |               |              |
| 38e                          | 2004–2006    |        | Michael Chong | Conservateur |
| 39e                          | 2006–2008    |        | Michael Chong | Conservateur |
| 40e                          | 2008–2011    |        | Michael Chong | Conservateur |
| 41e                          | 2011–2015    |        | Michael Chong | Conservateur |
| 42e                          | 2015–2019    |        | Michael Chong | Conservateur |
| 43e                          | 2019–2021    |        | Michael Chong | Conservateur |
| 44e                          | 2021–Présent |        | Michael Chong | Conservateur |
| Wellington–Halton Hills-Nord |              |        |               |              |

## Circonscription provinciale
Depuis les élections provinciales ontariennes du 4 octobre 2007, l'ensemble des circonscriptions provinciales et des circonscriptions fédérales sont identiques.